# Dégénérescence wallérienne

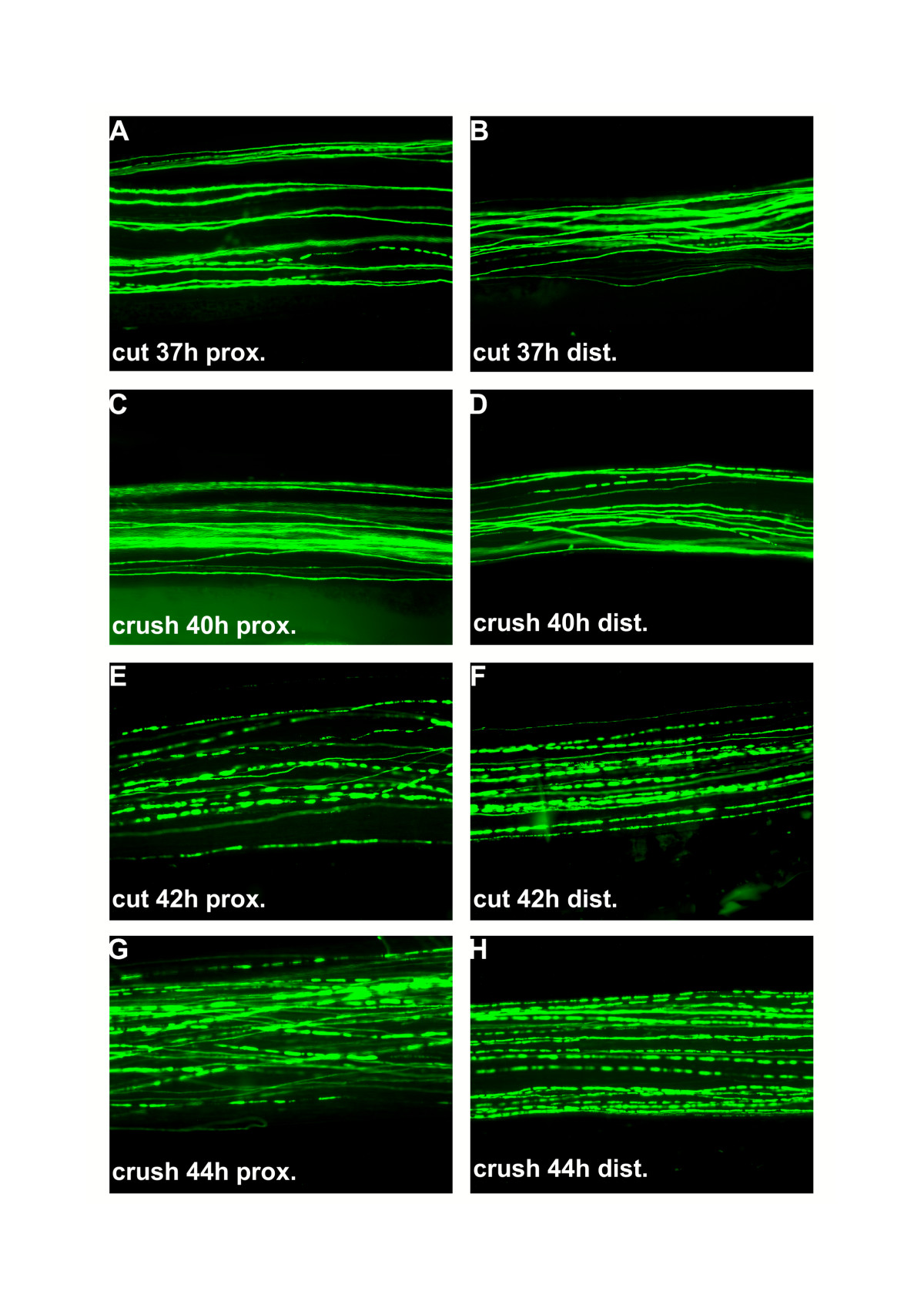
Dégénérescence wallérienne des nerfs sectionnés et écrasés

Lorsqu'une fibre nerveuse est sectionnée ou écrasée, la partie distale à la lésion (c’est-à-dire la portion de l'axone séparée du corps cellulaire contenant le noyau) va dégénérer selon un processus appelé dégénérescence wallérienne.
Les axones et leurs gaines de myéline sont digérés par les macrophages et les cellules de Schwann. Il en résulte une atrophie des fibres musculaires cibles du nerf lésé.
Toutefois les neurolemmes (gaines de Schwann) des fibres nerveuses persistent sous forme de tubes vidés de leur contenu. Après 96 heures, le bout proximal de la fibre nerveuse envoie des bourgeons de repousse vers ces tubes. Les bourgeons sont attirés par des facteurs de croissance produits dans les tubes par les cellules de Schwann, à la condition que la distance de séparation ne soit pas trop longue. C'est ainsi que les fibres nerveuses repoussent dans les tubes neuraux et finissent par parvenir au muscle cible qu'elles réinnervent. Si les bourgeons de repousse sont trop éloignés des tubes neuraux une réparation chirurgicale peut améliorer les chances de réinnervation.
La dégénérescence wallérienne a été décrite pour la première fois chez la grenouille en 1850 par Augustus V. Waller. La myéline dégénérée forme des gouttelettes qui prennent les colorants, ce qui permet une étude détaillée de l'évolution de chaque fibre nerveuse.
Des souris appartenant à la souche C57BL/Ola ont une dégénérescence wallérienne retardée et sont donc des modèles importants pour étudier les rôles des différents types cellulaires ainsi que les mécanismes moléculaires de cette dégénérescence.